# Wanglou
Wanglou (kinesiska: 王楼, 王楼乡) är en socken i Kina. Den ligger i provinsen Henan, i den centrala delen av landet, omkring 170 kilometer öster om provinshuvudstaden Zhengzhou.
Genomsnittlig årsnederbörd är 888 millimeter. Den regnigaste månaden är juli, med i genomsnitt 196 mm nederbörd, och den torraste är januari, med 7 mm nederbörd.